# Constantino Martínez-Orts
Constantino Martínez-Orts (València, 8 de febrer de 1977) és un músic, director d'orquestra i compositor valencià. És el creador i director musical de Film Symphony Orchestra, companyia simfònica de 90 instrumentistes creada el 2012, especialitzada a interpretar bandes sonores; que ha tingut gran acceptació per part del públic en les seves set gires per Espanya.

## Biografia
Martínez-Orts va néixer a València el 8 de febrer de 1977. Va iniciar els seus estudis musicals en els conservatoris de la seva ciutat natal José Iturbi i Joaquín Rodrigo. Continua els seus estudis de composició en The London College of Music de Londres i la seva formació com a director d'orquestra en The Institute for Conductors at Bard College a Nova York.
Com a compositor, la seva producció es troba lligada a la indústria audiovisual i cinematogràfica. En 2017, compon la banda sonora per al film de la realitzadora britànica Joanna Quinn, Dreams & Desires, nominada als Premis Oscar i Bafta. El 1998 i 2008 compon la música per als campionats del món d'atletisme. En 2017, va ser el compositor de la música que va acompanyar la 31a edició dels premis Goya.
La seva labor com a director orquestral en l'actualitat està vinculada a la Film Symphony Orchestra, considerada la «primera orquestra simfònica europea especialitzada en la realització de gires de música de cinema». També ha dirigit, The BBC Concert Orchestra (Londres), l'Orquestra Filharmònica Nacional de Moldàvia (Chisinau), l'Orquestra de Cambra Craiova Visrtuosi, l'Orquestra Filharmònica “Oltenia” de Craiova, l'Orquestra del Teatre Líric “Elena Teodorini” de Craiova a Romania, l'Orquestra del Festival de Sofia (Bulgària) i Bard College Symphony Orchestra (Nova York).
Ha estat docent en diferents conservatoris, com el Conservatori Superior de Música “Salvador Seguí” de Castelló, en el Conservatori Superior de Música “Oscar Esplá” d'Alacant, i en la primera seu externa situada a València del reconegut centre musical estatunidenc Berklee College of Music, on és professor de direcció d'orquestra en el màster de Film Scoring.
En l'actualitat és assessor i membre del jurat en el Concurs Internacional de Composició de Bandes Sonores Juan Gil Bodegas Familiars, on comparteix jurat amb Roque Baños, Lucio Godoy o Bruce Broughton.Es tracta del premi més important de la seva categoria amb una important dotació de 50.000 euros a un únic guanyador.
Ha dirigit la seva companyia instrumental en televisió, en més de cinc ocasions, a El Hormiguero a la cadena Antena 3. Ha col·laborat freqüentment al programa Gente Despierta amb la seva secció “Todo es lenguaje musical” , a Radio Nacional de España.
En 18 d'agost de 2018, va ser el president d'honor del concert Mano a mano de Bunyol en la seva 45a edició, declarada festa d'interès turístic de la comunitat valenciana. El 22 de setembre va començar la seva nova gira de 60 concerts com a homenatge a la música de banda sonora del compositor estatunidenc John Williams.

## Premis
Ha obtingut guardons nacionals i internacionals com a director i compositor.
- Augusto Especial 25 Aniversari del Festival de Cinema de Saragossa
- Postgraduate Composers Prize que The London College of Music
- Premi en el Concurs Nacional de Composició Amadeus
- Premio en el Concurs Internacional de Composició Tomas Luis de Victoria
- Premio a la Millor Banda Sonora en la XXXI edició de la Mostra de València
- Premi Jerry Goldsmith per la seva obra Pax et Bonum
- Gran Premi de Direcció d'Orquestra de Moldàvia
- 2n Premi en el Concurs Internacional de Direcció d'Orquestra a Craiova

## Discografia
- La Mejor Música de Cine, Vol 4. Film Symphony Orchestra (2018)
- La Música de las Galaxias, Film Symphony Orchestra (2017)
- La Mejor Música de Cine, Vol 3. Film Symphony Orchestra (2017)
- La Mejor Música de Cine, Vol 2. Film Symphony Orchestra (2016)
- La Mejor Música de Cine, Vol 1. Film Symphony Orchestra (2015)